# Grabdenkmal der Familie Erer

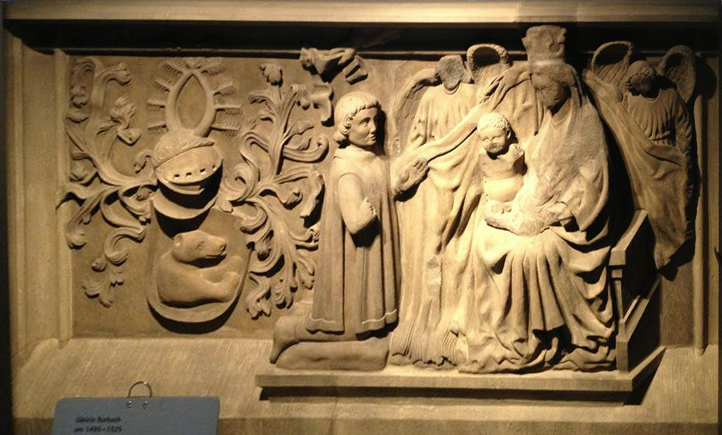
Grabdenkmal der Familie Erer

Das Grabdenkmal der Familie Erer (auch Erersches Votivbild) bildet den Rest eines Grabmals der Heilbronner Patrizierfamilie Erer und wird im Heilbronner Haus der Stadtgeschichte ausgestellt.
Der Reliefstein wurde im 15. Jahrhundert geschaffen und stammt ursprünglich aus dem Heilbronner Karmeliterkloster, wo die Erer ihr Familienbegräbnis hatten. Vor 1904 wurde der Stein in die Mauer des Alten Friedhofs in Heilbronn eingemauert. Das Relief zeigt links das Erersche Wappen mit einem halben Bären im Schild. Rechts kniet ein Mann mittleren Alters mit zum Gebet erhobenen Händen vor einer bekrönten Marienfigur, die selbst das segnende Jesuskind auf dem Schoß sitzen hat. Die Marienfigur wird von zwei Engeln flankiert, die einen weit ausgebreiteten Mantel halten. Die Erer (auch Ayrer, Eyerer und Eygerer) waren ein mächtiges Heilbronner Patriziergeschlecht, das über mehrere Generationen hinweg die Reichslehensträger und Bürgermeister in Heilbronn stellte. Hans Erer der Ältere († 1428) war von 1389 bis 1399 mehrmals Heilbronner Bürgermeister. Sein Nachfahre Conrad Erer († 1539) war der letzte altgläubige Bürgermeister der Reichsstadt und ist als Stifter auf dem Veitsaltar der Fleiner Veitskirche abgebildet.
Da sich keine Inschriften auf dem Stein befinden, kann das Grabmal keiner bestimmten Person mehr zugeordnet werden.